# Laila Ferrer e Silva
Laila Ferrer e Silva, född 30 juli 1982, är en friidrottare från Brasilien. Hon deltog vid olympiska sommarspelen 2012 och olympiska sommarspelen 2020.